# Le Chien de Montargis (film)
Pour plus de détails, voir Fiche technique et Distribution.
Le Chien de Montargis est un film muet français réalisé par Georges Monca, sorti en 1909.

## Fiche technique
- Titre : Le Chien de Montargis
- Réalisation : Georges Monca
- Scénario : Romain Coolus d'après son roman éponyme
- Photographie : Émile Pierre
- Montage :
- Société de production : Société cinématographique des auteurs et gens de lettres (S.C.A.G.L)
- Société de distribution : Pathé Frères
- Pays d'origine :  France
- Langue : français
- Métrage : 235 mètres dont 194 mètres en couleur
- Format : Noir et blanc et Couleur — 35 mm — 1,33:1 — Muet
- Genre : Film dramatique
- Durée : 7 minutes 50
- Numéro de catalogue Pathé : 2970
- Dates de sortie :
  -  France : 3 septembre 1909

## Distribution
- René Leprince
- Paul Capellani
- Simone Frévalles
- le chien Dick